# 4414-es mellékút (Magyarország)
A 4414-es számú mellékút egy négy számjegyű országos közút Csongrád-Csanád vármegye keleti részén, Hódmezővásárhelyet köti össze Makó belvárosával, Batida városrész és Maroslele érintésével.

## Nyomvonala
Hódmezővásárhely Újváros városrészében ágazik ki a 4415-ös útból, annak 1,400-as kilométerszelvénye közelében. Délkelet felé indul, Síp utca néven, majd délnek fordul és a Maroslelei út nevet veszi fel. 700 méter után egy körforgalmon halad keresztül, ami után ki is lép a város belterületei közül.
4,1 kilométer után egy elágazáshoz ér: itt a 44 122-es számú mellékút, helyi nevén „Tízöles út” ágazik ki belőle délkeleti irányban, ami egészen a város déli határszélei között húzódik, jobbára lakatlan külterületek közt, de csak az első 2,5 kilométeres szakasza számozódik állami közútként. A 4414-es innen egy kicsit nyugatabbi irányt vesz, így halad addig, ameddig – 7,5 kilométer után – el nem éri Batida városrészt. Ott délkeleti irányba fordul és miután elhagyja a lakott területet, kevéssel arrébb egy elágazáshoz ér: a 4454-es út ágazik ki belőle Nagyfa felé. A 10. kilométer után az út újból délnek fordul és innen már úgy is folytatódik a város határszéléig.
14,4 kilométer után lépi át Maroslele határát, majd a 16. kilométerénél felüljárón elhalad az M43-as autópálya felett. Az itt nyugat-kelet irányban húzódó sztrádával csomópontja is van, az átkötő ágak közel egyenes irányban húzódnak, a Szeged felé vezető pályairányt kiszolgálók a 43 525-ös és 43 526-os, az országhatár felé tartó forgalmat kiszolgálók pedig a 43 523-as és 43 524-es számozással.
A csomópontot elhagyva az út néhány lépés után el is éri Maroslele belterületének északnyugati szélét, ott délkeleti irányba fordul és a Rákóczi utca nevet veszi fel. Végig a belterület északkeleti peremén húzódik, a történelmi településközpontot elkerülve, oda az út felől a Petőfi utcán keresztül lehet eljutni, ami a 17,600-as kilométerszelvénye táján ágazik ki délnyugati irányban. 18,5 kilométer után az út kilép a lakott területekről, kevéssel ezután pedig beletorkollik északkeletről, Földeák-Óföldeák felől a 4416-os út.
Nagyjából 21,5 kilométer megtétele után az út két kisebb vízfolyást is áthidal, s a kettő között átszeli Makó nyugati határát. 27,5 kilométer után éri el Ardics városrészt, ahol az Ardics utca nevet veszi fel, majd Kelemenhíd városrészbe ér, változatlan néven. 28,5 kilométer után kiágazik belőle a 4412-es út, innen már Buják városrész nyugati részén húzódik, Zrínyi, majd Kölcsey utca néven, vonalvezetését több kisebb-nagyobb irányváltás tarkítja. Így ér véget, beletorkollva a 43-as főútba, annak 30,200-as kilométerszelvényénél.
Teljes hossza, az országos közutak térképes nyilvántartását szolgáló kira.gov.hu adatbázisa szerint 29,215 kilométer.

## Települések az út mentén
- Hódmezővásárhely
- Batida
- Maroslele
- Makó